# Francisco Hernando Contreras
Francisco Hernando Contreras, també conegut com a Paco el Pocero, (Madrid, 2 de juny de 1945 - Madrid, 3 d'abril de 2020) va ser un empresari espanyol, conegut per la construcció d'edificis i grans urbanitzacions.

## Infància
Fill de Pedro Hernando i Filomena Contreras, va néixer i va passar la seva infància al barri de Tetuán de Madrid. El seu pare era constructor de pous i la seva mare venia les escorrialles d'una xurreria. Ell, els seus pares i els seus quatre germans van viure sempre en una pobresa extrema, pobresa que es va agreujar quan, en complir tres anys, van ser desnonats del rafal on vivien i van haver d'instal·lar-se en un pati. Si bé ell mateix diu que mai va arribar a demanar almoina, durant els seus primers anys va reutilitzar escombraries i es va dedicar a la recollida de cereal, al repartiment de carn, i també va treballar com a repartidor d'aigua entre els obrers de l'empresa constructora Urbis durant les obres del barri de Moratalaz així com va buidar embornals. Per unes obres de clavegueram, l'Ajuntament de Madrid li va atorgar el títol de mestre de construcció de pous, professió amb la qual va començar a guanyar diners.

## Inicis empresarials i primera fallida
Als 20 anys va construir el seu primer edifici. Temps després compraria el seu primer pis: va ser l'any 1974, i més tard va confessar que en aquest lloc es va prendre la primera dutxa de la seva vida. Poc després va comprar un camió de repartiment, el primer d'una flota de quaranta camions i trenta formigoneres. L'any 1985 va comprar el seu primer iot (el Lady Mónica) per 300 milions de pessetes.
Una vegada, després que li requalifiquessin uns terrenys que havia comprat, va manifestar: «És una vergonya que en aquest país un empresari hagi hagut d'invertir en política, com tothom sap que jo he fet, perquè funcioni la seva empresa». Aquestes declaracions el van portar als tribunals, que sense posar en dubte que hagués dit aquestes paraules, el van absoldre. Després de construir diversos centres comercials i urbanitzacions, l'any 1991 es va arruïnar durant unes obres a Villaviciosa de Odón, on pretenia edificar un gran complex residencial en un terreny de tres milions de metres quadrats. En aquella ocasió, l'alcalde, que es va negar a reqüalificar el sòl rústic, el va denunciar per amenaces de mort, amenaces de les que també va ser absolt. No obstant això, va ser declarat persona non grata en aquest municipi entre acusacions d'intent de suborn, fet que no li va impedir presentar-se a les eleccions a través d'un partit polític creat ad hoc, anomenat Renovació Democràtica, obtenint la representació de cinc regidors.

## Seseña

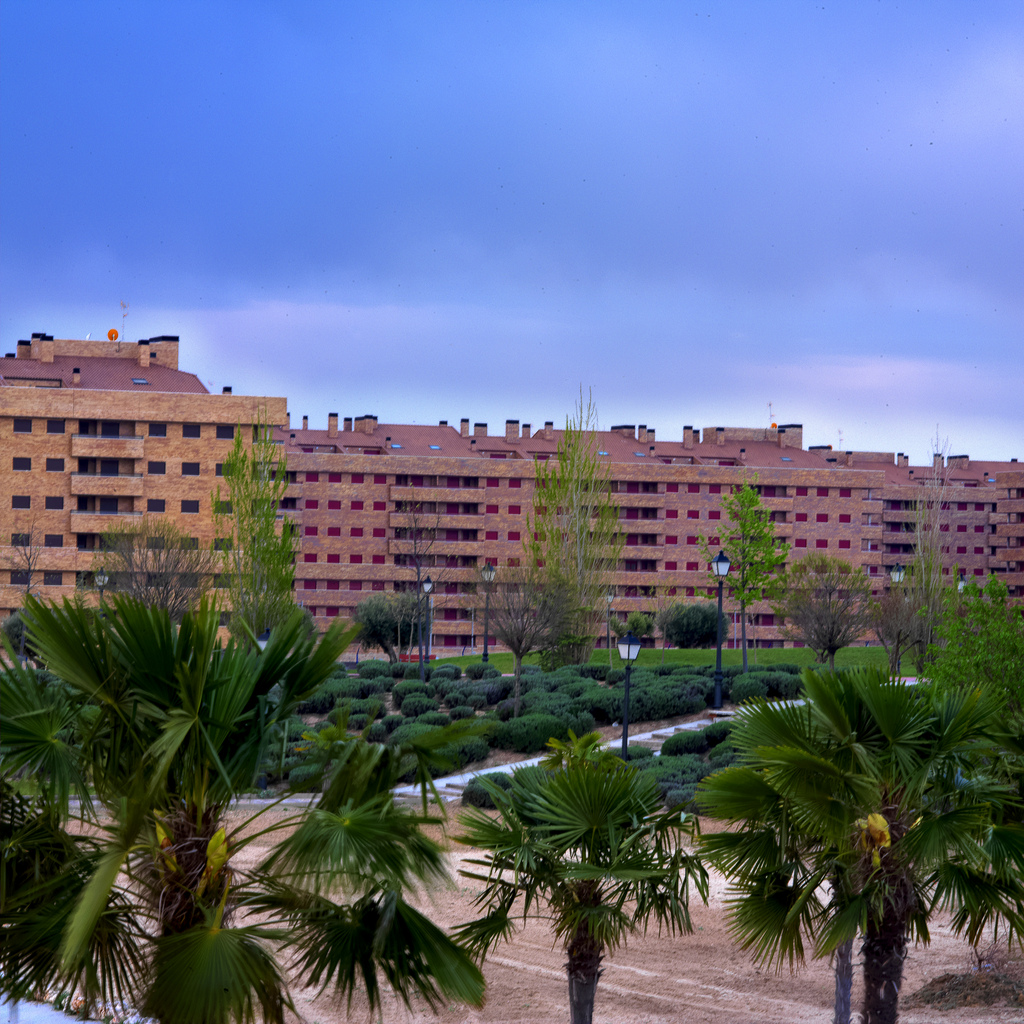
La Residencial Francisco Hernando

La seva fortuna va ressorgir arran d'una polèmica urbanització a Seseña, prop de Toledo, que porta el nom de «Residencial Francisco Hernando», i que és una de les majors obres privades de la història d'Espanya: més de 13.000 habitatges, projectades per l'empresa Onde 2000 (Obras Nuevas de Edificación 2000), pertanyent al Grupo Francisco Hernando. No obstant això, finalment només es van arribar a construir uns 5.000 habitatges, dels quals els bancs es van quedar uns 2.000, en cobrament dels seus crèdits.
L'obra, que es va publicitar en ple període d'alça de preus dels actius immobiliaris a Espanya sota el lema «l'habitatge que sí pots comprar», preveia un estadi, camps de futbol, fonts, piscines, un parc batejat amb el nom de la seva esposa María Audena i un llac artificial amb un moll d'embarcacions, tot això enmig d'un desert mancat de recursos hídrics que havien de ser importats de l'exterior de la comarca, fet que va ser denunciat en nombroses ocasions. La població de Seseña va passar de 6.500 habitants l'any 2003 a 13.000 el 2006, i s'esperava que al 2011 arribessin als 60.000. De fet, Hernando va ser denunciat per l'empresa d'aigües de Madrid (el Canal d'Isabel II) per robatori d'aigua. No obstant això, la seva empresa Onde 2000, que comprava l'aigua a empreses subministradores, va presentar les factures de pagament per aquesta aigua, quedant provat que va ser una d'aquestes empreses subministradores la que prenia l'aigua de la xarxa de Canal d'Isabel II de forma il·lícita, factor que escapava a la gestió d'Hernando i de la seva companyia.
La construcció d'aquesta urbanització va ser molt polèmica: enfrontat a la negativa de l'alcalde d'Esquerra Unida Manuel Fuente, a qui l'empresari va dir en una ocasió: «L'únic alcalde honrat que hi ha a Espanya! Ets un torracollons». Les denúncies per corrupció es van anar succeint mentre les obres avançaven.

## La fortuna acumulada
El 2006 va afirmar que posseïa un patrimoni de 600 milions d'euros, fent-se passar per un dels homes més rics d'Espanya. No obstant això, mai va aparèixer ni tan sols en la llista dels 100 més rics d'Espanya, ni les seves empreses entre les més importants.
Va ser president del Grup Francisco Hernando, un holding que l'any 2005 va facturar 177 milions d'euros i va obtenir uns beneficis bruts de 109 milions, amb un total de 3000 empleats. Al grup pertanyien l'empresa constructora Onde 2000, que dirigia el seu fill, l'empresa d'aviació privada Jets Personales i la nàutica Lady Mónica II, així com el periòdic de difusió gratuïta La Voz de la Sagra (que va tancar a l'agost de 2007), entre altres empreses de diversos sectors.
Va ser amo d'un dels iots més grans que navegaven amb pavelló espanyol, el Clarena (46 metres d'eslora i 8,4 de mànega, valorat en 25 milions d'euros), i l'any 2009 va adquirir per 60 milions d'euros el Clarena II (amb 72 metres d'eslora) que va vendre al maig de 2010 per 58 milions d'euros a un armador llatinoamericà, segons va informar la companyia Engel & Völkers Yachting.
També va ser propietari de la major flota privada d'avions d'Espanya i d'una flota d'automòbils de luxe. Va intentar comprar, sense aconseguir-ho, l'exclusiu port esportiu de Port Portals (Mallorca), amb els propietaris del qual va tenir una llarga batalla judicial que li va valer l'expulsió del iot Clarena I de l'esmentat port. Durant l'estiu de 2007 va posar a la venda part de la seva flota d'avions. L'any 2008 va vendre el seu iot Clarena a l'empresari Juan Miguel Villar Mir. El gener de 2009 va vendre a la banca 2000 pisos de la seva urbanització de Seseña per a pagar el deute contret amb les diferents entitats bancàries.

## Mobilització política
El 30 de gener de 2009, el grup parlamentari d'Esquerra Unida va emprendre una marxa des de Seseña amb destinació al Congrés dels Diputats a Madrid, amb la intenció de mobilitzar-se contra la corrupció a Espanya. Aquesta marxa va anar encapçalada per Cayo Lara, secretari general del partit, Daniel Martínez, coordinador regional del partit a Castella-la Manxa, Manuel Fuentes, alcalde de Seseña i José Damián García, secretari d'organització del partit. La marxa va comprendre un recorregut total d'aproximadament 40 quilòmetres, discorrent per l'autovia A-4.

## Defunció
El 3 d'abril de 2020 va morir a la Clínica Quirón de Madrid, a conseqüència de la infecció de la COVID-19.